# Rhinopithecus
A Rhinopithecus a karcsúmajomformák egy neme, aminek fajai csak Ázsia erdőségeiben honosak. Jellegzetességük a viszonylag kicsi orruk.

## Rendszerezés
- Arany piszeorrú majom (Rhinopithecus roxellana)
  - Rhinopithecus roxellana roxellana
  - Rhinopithecus roxellana qinlingensis
  - Rhinopithecus roxellana hubeiensis
- Jünnani piszeorrú majom (Rhinopithecus bieti)
- Szürke piszeorrú majom (Rhinopithecus brelichi)
- Vietnámi piszeorrú majom (Rhinopithecus avunculus)
- Burmai piszeorrú majom (Rhinopithecus strykeri).[1]